# Cheiracanthium furax
Cheiracanthium furax es una especie de araña del género Cheiracanthium, familia Cheiracanthiidae, suborden Araneomorphae. Fue descrita científicamente por Ludwig Carl Christian Koch en 1873.

## Distribución
Se distribuye por Samoa.